# Cédric Gogoua
Cédric Gogoua Kouame (Abidjan, 10 de julho de 1994) é um futebolista marfinense que atua como zagueiro. Defende atualmente o Khimki.

## Clubes
Gogoua ele começou sua carreira no futebol em Africa Sports em seu país natal. Gogoua vir para a Europa no inverno de 2014, em SJK. Lá, ele jogou 2 temporadas. Ganhou o campeonato da Veikkausliiga, pela primeira vez na história do clube. Ele jogou 2 jogos na eliminatórias para Liga Europa da UEFA de 2015–16, contra o FH. 
No inverno de 2016 ele se transferiu para o Partizan.